# Liste der Abgeordneten zum Greizer Landtag (1871–1873)
Diese Liste nennt die Abgeordneten zum Greizer Landtag 1871–1873.

## Vorbemerkungen
Der Greizer Landtag bestand 1867 bis 1919. Bis 1918 wurden die Abgeordneten auf sechs Jahre gewählt. Alle drei Jahre schied eine Hälfte der Abgeordneten aus und wurde neu gewählt. Entsprechend teilt sich die Liste nach den Wahlen in 3-Jahresabschnitte auf. Neben den Abgeordneten wurden auch individuelle Stellvertreter gewählt. Diese sind aufgeführt, wenn sie an Landtagen teilgenommen haben.
Unter „Wahlbezirk“ ist angegeben, wie die Wahl zustande kam.
- Drei der Mitglieder wurden vom Fürsten ernannt, gekennzeichnet mit „F“
- Zwei der Mitglieder wurden von den Ritterguts- und Großgrundbesitzern in direkter Wahl gewählt, gekennzeichnet mir „RG“
- Sieben Mitglieder wurden von den übrigen Staatsbürgern in indirekter Wahl gewählt, gekennzeichnet mit „AW“. AW 1 und 2 entsprachen jeweils eine Hälfte der Stadt Greiz, AW 3 der Stadt Zeulenroda, AW 4 bis 6 waren Landgemeinden der Herrschaft Greiz und AW 7 die Landgemeinden der Herrschaft Burgk.

Das Parteienwesen entstand erst im Laufe der Zeit. Für die Anfangszeit ist unter „Partei“ die politische Richtung des Abgeordneten angegeben, als NL für Nationalliberal oder kons für Konservativ.

## Liste
| Name                            | Wohnort                  | Wahlbezirk | gewählt bis       | Partei | Anmerkung |
| ------------------------------- | ------------------------ | ---------- | ----------------- | ------ | --- |
| Heinrich Feistel                | Greiz                    | AW 4       | 31. Dezember 1876 | ./.    | Landtagsvizepräsident vom 27. November 1872 bis 21. Februar 1873 und vom 25. November bis 11. Dezember 1873. Landtagspräsident vom 11. bis zum 20. Dezember 1873                |
| David Feistel                   | Altgommla                | AW 5       | 31. Dezember 1873 | ./.    | Nachwahl für den verstorbenen Johann Friedrich Strauß am 30. September 1872 gewählt                                                                                             |
| Richard von Geldern-Crispendorf | Greiz                    | F          | 31. Dezember 1873 | kons   | 0 |
| Franz Ferdinand Hupfer          | Gottesgrün               | RG         | 31. Dezember 1873 | ./.    | 0 |
| Eduard Knoll                    | Greiz                    | F          | 31. Dezember 1876 | ./.    | Landtagsvizepräsident vom 11. bis 20. Dezember 1873 |
| Heinrich von Kommerstädt        | Ober- und Unterschönfeld | RG         | 31. Dezember 1876 | kons   | 0 |
| Richard Leidholdt               | Greiz                    | AW 1       | 31. Dezember 1873 | ./.    | 0 |
| Christian Friedrich Rost        | Arnsgrün                 | AW 6       | 31. Dezember 1876 | ./.    | 0 |
| Eduard Schilbach                | Greiz                    | AW 7       | 31. Dezember 1876 | ./.    | Mandat am 10. Dezember 1873 niedergelegt. Nachfolger war Taut |
| Carl Schmidt                    | Zeulenroda               | AW 1       | 31. Dezember 1873 | ./.    | 0 |
| Friedrich Ferdinand Taut        | Greiz                    | AW 7       | 31. Dezember 1876 | ./.    | Nachfolger von Eduard Schilbach ab dem 7. Dezember 1874 |
| Erdmann Völckel senior          | Rittergut Hohenölsen     | RG         | 31. Dezember 1876 | ./.    | Vom 3. bis 21. Februar und vom 24. November bis 20. Dezember 1873 als Vertreter für von Kommerstädt                                                                             |
| Karl Weidinger                  | Greiz                    | F          | 31. Dezember 1870 | kons   | Am 6. November 1872 für den verstorbenen Hofmann ernannt |
| Hugo Wittich                    | Rittergut Dörflas        | RG         | 31. Dezember 1873 | ./.    | 0 |
| Theodor Zopf                    | Greiz                    | AW 2       | 31. Dezember 1876 | NLP    | Mandat am 10. Dezember 1873 niedergelegt. Nachfolger wurde Henning. Landtagspräsident vom 27. November 1872 bis zum 21. Februar 1873 und vom 25. November bis 10. Dezember 1873 |